# Felicidade Instantânea
Felicidade Instantânea é o quarto álbum de estúdio da banda de rock brasileira CPM 22, lançado em abril de 2005 através da Arsenal Music. Após o lançamento de seu álbum anterior, Chegou a Hora de Recomeçar (2002), o baixista Portoga a deixou, sendo substituído por Fernando Sanches. Nesse período, a banda gravou cerca de 40 músicas. O álbum apresenta vocais mais "gritados" de Badauí e um instrumental num tom mais baixo. As letras falam de sentimentos e relacionamentos, mas também faz críticas à sociedade.
Felicidade Instantânea foi promovido com uma turnê, que gerou um DVD homônimo. O álbum obteve recepção mista da crítica. No entanto, seu single "Um Minuto para o Fim do Mundo" foi um sucesso nas rádios e o álbum vendeu mais de cem mil cópias em 2005, sendo certificado com um disco de ouro pela Pro-Música Brasil. Felicidade Instantânea ganhou o prêmio Troféu Dia do Rock 2005 na categoria Álbum.

## Antecedentes e lançamento

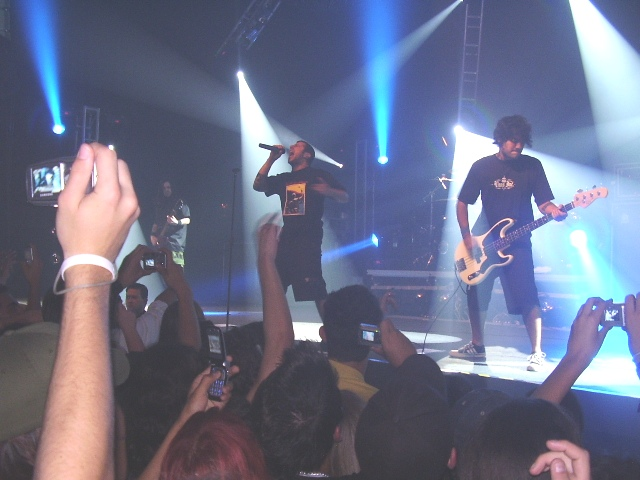
CPM 22 num show em 2006

Em 2002, o CPM 22 lançou seu terceiro álbum de estúdio, Chegou a Hora de Recomeçar. O álbum recebeu um disco de ouro certificado pela Pro-Música Brasil e foi indicado ao Grammy Latino de 2003 na categoria de Melhor Álbum de Rock Brasileiro. Pouco tempo após a fim da turnê desse disco, em fevereiro de 2005, o baixista Portoga deixou a banda por divergências musicais. Dessa forma, o guitarrista Luciano Garcia o substituiu, gravando também os baixos em Felicidade Instantânea. Luciano justificou a demora em lançar um novo álbum dizendo que a banda teve que atender uma demanda de shows não prevista. Entretanto, ele conta que foram feitas cerca de 40 músicas no período. Em uma entrevista, o baterista Japinha disse que a banda foi "rachada" durante a gravação do álbum, mas o vocalista Badauí contestou: "Não é que rachou, os caras estavam querendo mudar umas coisas na composição, mas não foi uma discordância com treta". As gravações em estúdio começaram em 31 de janeiro de 2005.
| “                    | Com esse disco, a gente quer superar tudo que já fez. Queremos que o fã ouça e diga "É CPM, mas tem algo a mais aí" | ” |
| — Wally, guitarrista | |   |

Uma das canções do álbum, "Contagem Regressiva", foi previamente apresentada em um show da banda no Hangar 110, em 2003, que foi incluído no DVD O Vídeo (1995 a 2003), lançado no mesmo ano. Felicidade Instantânea foi lançado em abril de 2005 pela Arsenal Music com distribuição da Sony BMG, tendo as canções "Um Minuto para o Fim do Mundo", "Irreversível" e "Apostas & Certezas" lançadas como singles. Para promover o álbum, o CPM 22 fez shows incluindo a maioria de suas músicas, com um cenário inspirado em seu encarte e uma duração mais longa, em comparação às turnês passadas. Em novembro, a banda lançou um DVD homônimo, com trechos dos shows, e este foi promovido com outra turnê. Músicas do álbum foram tocadas no programa Bem Brasil da TV Cultura em março de 2006. O último show da turnê ocorreu no dia 10 de junho de 2006, para preparar o lançamento de seu MTV ao Vivo.

## Composição
Definido como um álbum de hardcore melódico e punk rock, Felicidade Instantânea, como os álbuns anteriores, mantém a influência de bandas como Ramones, Screeching Weasel e Garage Fuzz. Segundo Luciano, inicialmente, ele e os outros integrantes do CPM 22 demoraram para decidir que caminho musical pretendiam seguir no álbum. Uma das ideias sugeridas foi apresentar um som "mais denso, mais pesado, mais lento", mas ela foi descartada. Badauí declarou que a banda não queria que o disco parecesse "uma imitação de nós mesmos", preferindo misturar o som da banda com algumas mudanças. "Com a solução do impasse, ganhamos ânimo", finalizou.
Felicidade Instantânea apresenta "uma sonoridade um pouco diferente", com a própria estrutura das músicas facilitando Badauí a "soltar a voz", já que os instrumentos estavam afinados em um tom mais baixo. Segundo ele, isso possibilitaria "cantar às vezes mais gritado", uma ideia que a banda já pretendia executar. Retrospectivamente, a banda comentou que Felicidade Instantânea "teve músicas mais credenciadas. Então, era outro momento que a gente estava vivendo". Em outra entrevista, Badauí disse que o álbum "é mais experimental com influências diferentes que estávamos ouvindo na época, é um disco mais sério".
Japinha disse que, no álbum, "falamos de sentimentos, de relacionamentos. O som é rápido, com melodia e harmonia". O álbum não apresenta conteúdo de contestação política, mas faz algumas críticas à crise social, citando a violência urbana e a criminalidade. Seus temas principais são relacionamentos e problemas como alcoolismo, uso de drogas e pensamentos suicidas. Segundo o Vírgula, "as canções contêm elementos que se contradizem, como agruras, alegrias, revolta, resignação e descrença... Mas sobretudo Felicidade Instantânea mostra que a luz no fim do túnel pode demorar, mas ela chega".
| “         | Tem gente que acha que falamos de amor para vender, mas tudo que cantamos é verdadeiro. Sempre tentamos passar uma mensagem positiva. Às vezes ouvimos que por falarmos muito de relacionamentos nossa música é como pagode, mas a gente não liga nem um pouco. Cada um faz o que quer. | ” |
| — Luciano | |   |

## Recepção e legado
| Críticas profissionais | Críticas profissionais |
| Avaliações da crítica  | Avaliações da crítica  |
| Fonte                  | Avaliação              |
| ---------------------- | ---------------------- |
| Galeria Musical        | [ 12 ]                 |
| Tribuna da Imprensa    | [ 20 ]                 |

Em geral, Felicidade Instantânea obteve recepção mista da crítica. Em relação ao álbum anterior, Anderson Nascimento, do Galeria Musical, viu uma melhoria nas letras e nas melodias, considerando estas últimas "mais independentes uma das outras", mas observou como possível ponto negativo a alta quantidade de músicas, o que poderia deixar o disco "um pouco cansativo". Já Mônica Loureiro, do Tribuna da Imprensa, avaliou o álbum como "regular". Não notou mudanças de estilo entre este e o anterior, e considerou-o "juvenil e ingênuo, mas [soando] verdadeiro", além de "ocasionalmente simpático".
Um crítico d'O Globo elogiou os vocais de Badauí, mas disse que faltou criatividade no álbum, pois continha muitas músicas que repetiam sempre a mesma fórmula, com algumas parecendo copiadas dos álbuns anteriores do CPM 22. Finalizou dizendo que Felicidade Instantânea não era um bom disco. Ana Carolina Rodrigues escreveu ao Diário do Grande ABC que as letras pareciam "extremamente românticas", com "versos melosos e surrados", ainda que o álbum demonstrasse um amadurecimento da banda. Apesar disso, considerou o álbum ideal para seus fãs. O Vírgula considerou-o "o disco mais maduro e diversificado do CPM 22".
Japinha considera Felicidade Instantânea "um grande passo na trajetória do CPM 22" e seu álbum favorito da banda. Badauí disse que achava que o CPM 22 era melhor ao vivo do que em estúdio até Felicidade Instantânea ser feito: "O resultado foi tão incrível que hoje não acho mais. É claro que ao vivo a pegada é muito mais forte". "Um Minuto para o Fim do Mundo" venceu o Meus Prêmios Nick 2005 na categoria Música do Ano e, no MTV Video Music Brasil 2005, seu videoclipe venceu na Escolha da Audiência, categoria principal do evento, enquanto o videoclipe de "Irreversível" venceu na categoria Melhor Videoclipe de Rock. "Irreversível" também foi indicado no Prêmio Multishow de Música Brasileira 2006 à categoria Melhor Música.

## Faixas
Com base no encarte do CD.
| N.º            | Título                            | Compositor(es)                                | Duração |  |
| 1.             | "Felicidade Instantânea"          | Wally                                         | 2:34    |  |
| 2.             | "Um Minuto para o Fim do Mundo"   | Rodrigo Koala, Wally                          | 3:18    |  |
| 3.             | "Apostas & Certezas"              | Carlos Dias, Luciano                          | 2:31    |  |
| 4.             | "Irreversível"                    | Japinha, Rodrigo Koala                        | 3:50    |  |
| 5.             | "Não Vá Embora"                   | Wally                                         | 3:40    |  |
| 6.             | "A Cura"                          | Wally                                         | 2:54    |  |
| 7.             | "Recíproca"                       | Carlos Dias                                   | 3:12    |  |
| 8.             | "Pensamentos Negativos"           | Badauí, Luciano, Wally                        | 3:10    |  |
| 9.             | "Cidade em Chamas"                | Carlos Dias, Luciano, Wally                   | 2:59    |  |
| 10.            | "Park, Park"                      | Wally                                         | 2:36    |  |
| 11.            | "Jovem, Alcoólatra, Suicida"      | Wally                                         | 3:39    |  |
| 12.            | "Crise de Existência" (com Karin) | Luciano                                       | 3:03    |  |
| 13.            | "Contagem Regressiva"             | Luciano                                       | 2:26    |  |
| 14.            | "Reflexões"                       | Badauí, Luciano                               | 3:04    |  |
| 15.            | "Depois do Fim"                   | Badauí, Carlos Dias, Rodrigo Giannetto, Wally | 2:00    |  |
| 16.            | "Repetição"                       | Wally                                         | 2:49    |  |
| Duração total: | Duração total:                    | Duração total:                                | 47:53   |  |

## Créditos
Com base no encarte do CD.
CPM 22
- Badauí: vocal
- Wally: guitarra e vocal de apoio
- Luciano Garcia: guitarra e baixo
- Japinha: bateria e vocal de apoio

Pessoal
| - Rick Bonadio: produção, direção artística e mixagem; teclados em "Repetição" - Rodrigo Castanho: produção e masterização - Paulo Anhaia: produção, edição digital, gravação e vocal de apoio - CPM 22: arranjos - Carlos Dias: capa - Penna Prearo: fotografia - Brendan Duffey, Edgar "Popó" dos Santos e Nilton Baloni: assistentes de gravação |  | - Sandro Mesquita: coordenação gráfica - Daniela Conolly: supervisão de arte - Lampadinha e Paulo Anhaia: gravação - Thiago Endrigo: assistente de produção - Nilton Baloni: assistente de mixagem - Karin Hils: vocais em "Crise de Existência" |

## Desempenho comercial
Felicidade Instantânea apareceu na lista dos discos mais vendidos de São Paulo, publicada pelo instituto NOPEM, sendo este o primeiro álbum do CPM 22 a realizar tal feito. O álbum apareceu pela primeira vez na lista na semana de 16 a 22 de junho de 2005, na quarta posição. Atingiu sua maior posição na semana de 28 de julho a 3 de agosto, aparecendo em terceiro lugar. Sua última aparição foi na semana de 1.º a 7 de setembro de 2005. Vendendo mais de 100 mil cópias até dezembro de 2005, o álbum foi o único de uma banda de rock a ganhar um disco de ouro no ano de 2005 no Brasil. O single "Um Minuto para o Fim do Mundo" obteve grande popularidade nas rádios nacionais.
| Parada (2005)     | Posição de pico |
| ----------------- | --------------- |
| São Paulo (NOPEM) | 3               |

| País                       | Certificação | Vendas   |
| -------------------------- | ------------ | -------- |
| Brasil (Pro-Música Brasil) | Ouro         | 100 000+ |

## Prêmios e indicações
| Ano  | Organização        | Categoria | Resultado | Ref.   |
| ---- | ------------------ | --------- | --------- | ------ |
| 2005 | Troféu Dia do Rock | Álbum     | Venceu    | [ 37 ] |